# Landar de Friuli
Landar (de asemenea, Landari sau Laudari) (d. înainte de 694) a fost duce longobard de Friuli în anul 678.
Landar i-a succedat lui Wechthar. Nu se cunosc date despre domnia sa. Ar fi murit înainte de 694, an în care Rodoald apare ca succesor în ducat.